# Roger D. Landry
Pour les articles homonymes, voir Landry.
Joseph Roger Michel Donat Landry, dit Roger D. Landry, O.Q., C.C.  (Montréal, 26 janvier 1934 - Sainte-Geneviève-de-Batiscan, 1er février 2020) est un militaire et homme d'affaires québécois.

## Biographie
En 1952, Roger D. Landry s'engage dans l'Aviation royale canadienne (RCAF) et se rend au camp d'entraînement Portage la Prairie (Manitoba) puis à Chatham au Nouveau-Brunswick. En 1957 le lieutenant Landry est pilote de chasse sur la base de Deux-Ponts aux confins de la Sarre et du Palatinat au sein de la quatrième force aérienne tactique alliée (ATAF) sous le commandant opérationnel du colonel Yves Ezanno. Pendant sa carrière de militaire d'active en Europe, il se rend régulièrement à la London School of Economics, puis à l'Institut des sciences politiques où il aurait été étudiant libre. 
Il épouse Suzanne Shepherd en 1956.
À la suite de son retour d'Europe, il fait son entrée chez Bell en 1958 comme superviseur pendant quatre ans. Au titre de responsable des communications à la Sûreté provinciale du Québec, il met en place en 1964 les premières tables d'écoutes et s'adjoint notamment Claude Lavallée. Il est responsable de l'Opération Vegas d'écoute des chefs de campagne de Pierre Laporte pendant la Crise d'Octobre.
Il a été le président et éditeur du quotidien La Presse de 1980 à 2000. De plus, il était le directeur aux relations publiques lors de l'Expo 67. 
Il a aussi été le directeur marketing des Expos de Montréal et a créé la mascotte Youppi!. En 2005, il a présidé la collecte du diocèse de Montréal.
Il meurt à Sainte-Geneviève-de-Batiscan, 1er février 2020.

## Honneurs
- 1986 :  Compagnon de l'Ordre du Canada ;
- 1992 :  Officier de l'Ordre national du Québec[4] ;
- 2004 : Membre du Panthéon canadien de l'art lyrique.